# 219 Velorum
219 Velorum (t Velorum) é uma estrela na direção da Vela. Possui uma ascensão reta de 10h 32m 56.88s e uma declinação de −47° 00′ 12.1″. Sua magnitude aparente é igual a 5.02. Considerando sua distância de 964 anos-luz em relação à Terra, sua magnitude absoluta é igual a −2.34. Pertence à classe espectral K4III.